# Regel 184

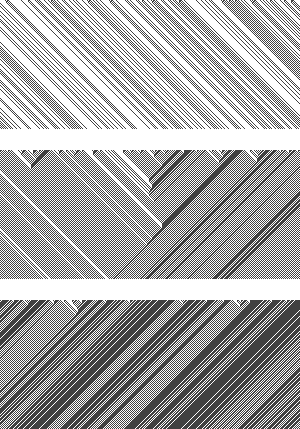
Regel 184, uitgevoerd voor 128 stappen vanuit een willekeurige configuratie met verschillende dichtheden in het begin: boven 25%, midden 50%, onderaan 75%. Deze weergave met een breedte van 300 pixels is een verkleining van de werkelijke bredere simulatie.

Regel 184 (Engels: Rule 184) is een elementaire cellulaire automaat die gebruikt is om het majority problem op te lossen en om verscheidene, schijnbaar verschillende, systemen te modelleren, zoals:
- verkeersafwikkeling op een enkele baan van de snelweg. Regel 184 is de basis voor veel simulaties van verkeersafwikkeling met cellulaire automaten. Vanwege deze toepassing wordt regel 184 ook wel de 'traffic rule' ('verkeersregel') genoemd. In deze simulaties verplaatsen de deeltjes (de voertuigen) zich in een bepaalde richting en stoppen of starten ze op basis van de voertuigen voor hen. Het aantal deeltjes verandert niet tijdens de gehele simulatie.
- het proces waarbij deeltjes neerdalen op onregelmatige oppervlakten. Elk lokaal minimum (de laagste punten) wordt per stap gevuld met een deeltje. Bij elke stap van de simulatie stijgt het aantal deeltjes en een deeltje dat eenmaal ergens ligt, verplaatst zich niet meer.
- het principe van ballistische annihilatie waarbij deeltjes zich verplaatsen door een eendimensionaal medium en annihileren wanneer ze elkaar raken zodat bij elke stap er evenveel of minder deeltjes in de simulatie zitten.

Regel 184 maakt gebruik van de volgende regels:
| huidig patroon                    | 111 | 110 | 101 | 100 | 011 | 010 | 001 | 000 |
| nieuw toestand voor middelste cel | 1   | 0   | 1   | 1   | 1   | 0   | 0   | 0   |

Regel 184 krijgt zijn naam vanwege deze regels (het binaire getal 10111000 is gelijk aan het decimale 184).